# Lluís Arpa
Lluís Arpa Vilar (Barcelona, 1777 - Reus, 15 de maig de 1862) va ser un escultor català.
Va fer l'aprenentatge d'escultor i tallista amb el mestre Nicolau Travé, on va ser company de Damià Campeny. Va estudiar el primer i segon curs a l'Escola de Disseny i Nobles Arts, i va anar a treballar al taller del destacat escultor d'imatges Salvador Gurri. Cap al 1805 va establir-se a Reus on va obrir un taller d'escultura. Treballava amb el seu germà gran, Bernat, que era daurador. Es va casar el 1807 amb una reusenca, Magdalena Cases, amb la que va tenir un fill, Andreu Arpa, que va aprendre l'ofici al seu taller. Un deixeble seu va ser l'escultor Bernat Cort, que va adquirir fama a Barcelona per les seves figures de terracota. El primer encàrrec important va ser la construcció d'un gran retaule pel monestir de religioses cistercenques de Vallbona de les Monges. La bellesa del seu treball va fer que diverses esglésies de les localitats del Camp l'hi encarreguessin retaules i imatges. A Reus va realitzar tota la fusteria artística de l'església de sant Pere, i va intervenir en la restauració d'altars del temple, en la construcció d'armaris i calaixeres i altres elements, destruïts per la guerra del francès. Va treballar per l'església i convent de Jesús entre el 1815 i el 1825. El 1835 va ser requerit juntament amb l'escultor reusenc Miquel Beringola, per a estudiar els plans de conservació i restauració dels monestirs de Poblet i Santes Creus. Una de les seves principals activitats va ser la talla de figures de fusta i de pedra, daurades i policromades, que es trobaven a gairebé totes les esglésies dels voltants de Reus. Als setanta anys, va deixar el taller que tenia a la plaça de sant Pere de Reus al seu fill Andreu Arpa, amb el que havia treballat conjuntament durant molt de temps.